# Antonio Rada
José Antonio Rada Angulo (Sabanalarga, 13 de junho de 1937 — Barranquilla, 1 de junho de 2014) foi um futebolista colombiano que jogou a Copa do Mundo de 1962, realizada no Chile.

## Carreira
O atacante iniciou sua carreira clubística em 1957, no Sporting Barranquilla. Dois anos depois, foi contratado pelo Unión Magdalena, onde marcou 21 gols em 47 jogos.
Seu desempenho chamou a atenção do Deportivo Pereira, que o contratou em 1962, mesmo ano de sua estreia pela Seleção Colombiana de Futebol. Pelo clube, foram 116 jogos e 64 gols marcados. Teve ainda uma boa passagem pelo Junior Barranquilla entre 1966 e 1967, chegando a fazer dupla com o ex-flamenguista Dida (campeão mundial com a Brasil em 1958). Em sua única temporada pela agremiação, foram 78 partidas e 41 gols marcados.
Após deixar os Tubarões, Rada passou, sem sucesso, por Atlético Nacional (1968) e  Atlético Bucaramanga (1969) antes de encerrar sua carreira no Deportes Tolima, em 1970.

## Seleção
Tendo feito a estreia pela Colômbia em 1962, ano em que disputaria seu único torneio pelos Cafeteros (a Copa de 1962, realizada no Chile), Rada marcou três gols em quatro partidas, até 1965. O mais famoso foi contra a então poderosa URSS, liderada por Lev Yashin. O "Exército Vermelho" chegou a abrir 4 a 1 no placar, mas a improvável reação colombiana foi iniciada com um gol olímpico de Marco Coll (único na história das Copas) - Rada marcou o terceiro, e Marino Klinger fez o gol do épico empate por 4 a 4, resultado que, até a vitória por 5 a 0 sobre a Argentina, em plena Buenos Aires (em 1993), o mais importante da história dos Cafeteros. 

## Pós-aposentadoria e morte
Após pendurar as chuteiras exerceu a função de diretor-técnico em várias equipes amadores da região de Barranquilla, onde viveria seus últimos anos.
Morreu em 1 de junho de 2014, 12 dias antes de completar 77 anos de idade. Ele encontrava-se bastante debilitado em decorrência de um câncer.